# Эскишехир
Эскишехи́р (тур. Eskişehir, что значит старый город, от eski — старый и şehir — город) — город в Турции. Административный центр одноимённого ила и городского района. 
Население: 789 750 жителей. 
Расположен на реке Порсук, в 250 км к западу от Анкары, в 350 км к юго-востоку от Стамбула, в 90 км к северо-востоку от Кютахьи.
Основан под названием Дорилей (греч. Δορύλαιον).
Являлся третьей по счёту столицей молодого Османского государства в начале XIV века, вплоть до завоевания Эдирне. Весной 1921 года стал центром военных действий, когда наступающие греческие войска пытались окружить и разгромить войска кемалистской Турции. Несмотря на победный для греков исход этого сражения, войскам кемалистов удалось вырваться из окружения, что имело решающее значение для дальнейшего хода войны.
Турецкая армия вернулась в город летом 1922 года.

## Культура и туризм
В эпоху расцвета Византии Дорилей был одним из самых развитых городов Малой Азии с хорошим климатом и богатой инфраструктурой. В конце XI века город был до основания разрушен кочевыми тюрками, около 2 000 которых осталось жить в его окрестностях. Таким образом, полностью обезлюдевший город лежал в руинах в течение почти столетия (1081—1175). В 1115—1175 годах Византия временно вернула контроль над этой местностью, но город уже не возродился в его былом величии. В 1175 году император Мануил попытался возродить на месте Дорилея городскую жизнь, построив здесь форт для проживания греческих поселенцев, небольшое количество которых вернулось в места своего проживания. Кочевые тюрки активно противились этому процессу, так как не желали, чтобы за их традиционными кочевыми маршрутами следила византийская армия. Стычки с тюрками привели к тому, что последние сожгли свои юрты и временно укрылись в горах. В 1176 году, сразу после поражения при Мириокефале, остатки Дорилея окончательно вышли из-под византийской юрисдикции, хотя значительное (2/5) православное население (тюркоязычные греки) сохранялось здесь до обмена 1922 года.
Согласно решению Саммита глав тюркоязычных государств, в 2013 году Эскишехир стал «Культурной столицей тюркского Мира 2013 года».

## Климат
| Месяцы        | Янв  | Фев  | Март | Апр  | Май  | Июнь | Июль | Авг  | Сент | Окт  | Ноя  | Дек |
| ------------- | ---- | ---- | ---- | ---- | ---- | ---- | ---- | ---- | ---- | ---- | ---- | --- |
| Темп. Max. °C | 3.9  | 6.2  | 11.2 | 16.4 | 21.8 | 25.9 | 29.2 | 28.9 | 25   | 19.8 | 12.4 | 5.5 |
| Темп. Min °C  | −4.1 | −3.9 | −1.5 | 2.8  | 6.9  | 10.4 | 13.1 | 13   | 8.4  | 4.4  | 0.3  | −2  |

## Города-побратимы
- Казань, Россия (1990 г.)
- Пхаджу, Южная Корея
- Шымкент, Казахстан
- Самарканд, Узбекистан

## Известные уроженцы, жители
Сюмейе Бояджи (тур. Sümeyye Boyacı, род. 5 февраля 2003) — турецкая пловчиха-паралимпиец.

## Образование
Анатолийский университет с более 880 000 студентов является крупнейшим в стране и четвёртым в мире.

## Транспорт
С 2004 года в городе действует современная трамвайная система, см Трамвай Эскишехира.

## Галерея

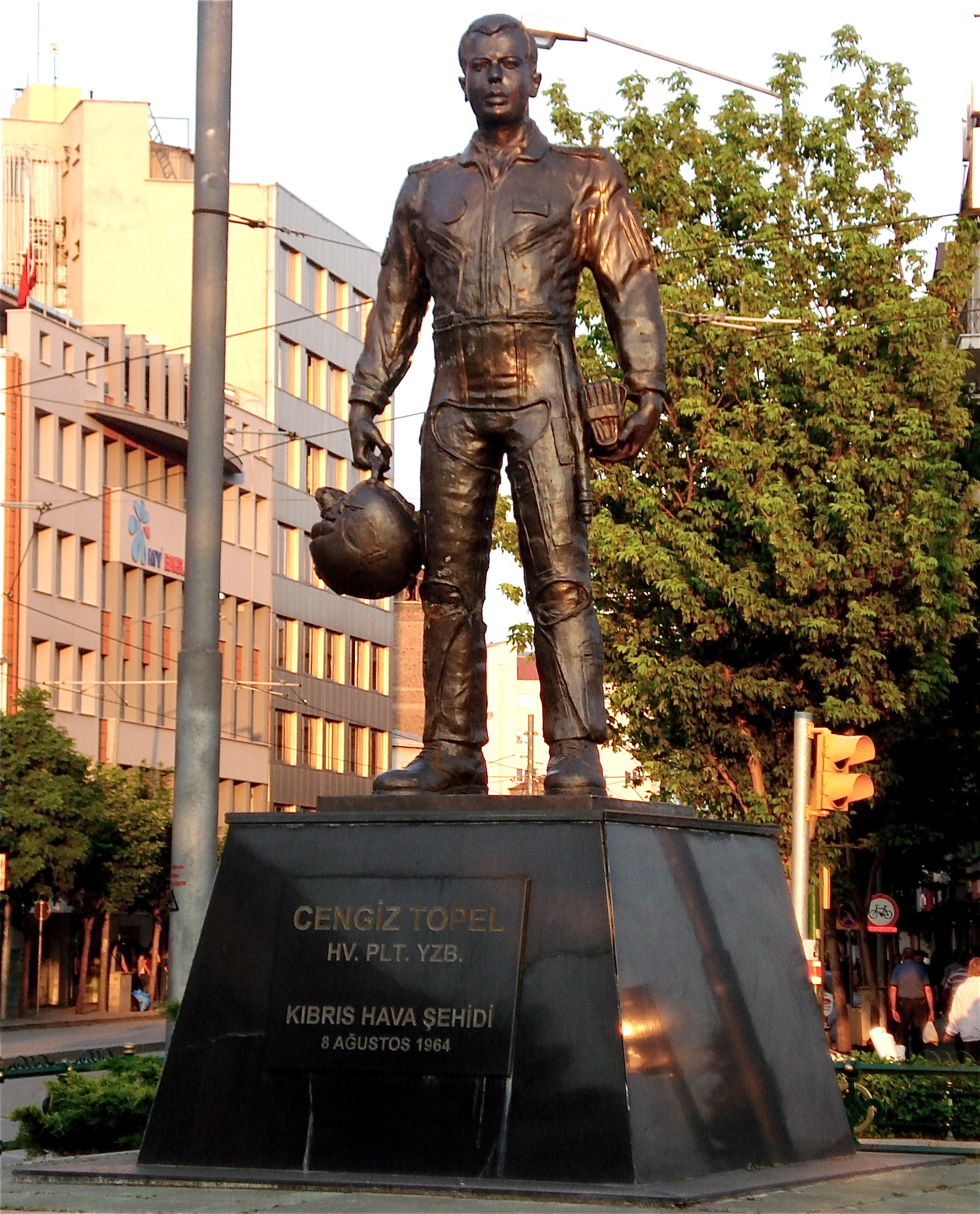
Скульптура Дженгиза Топеля
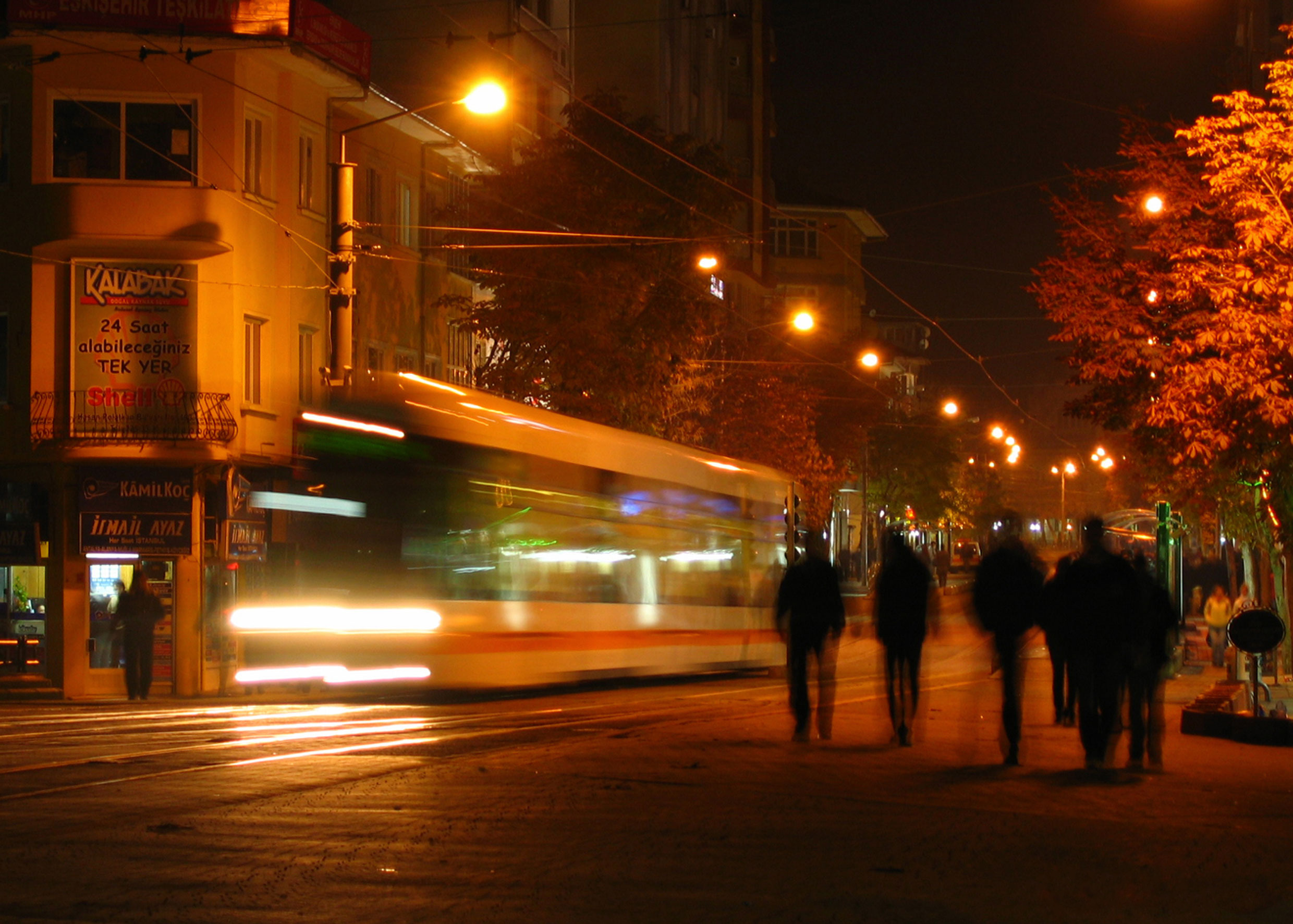
Ночь в Эскишехире.
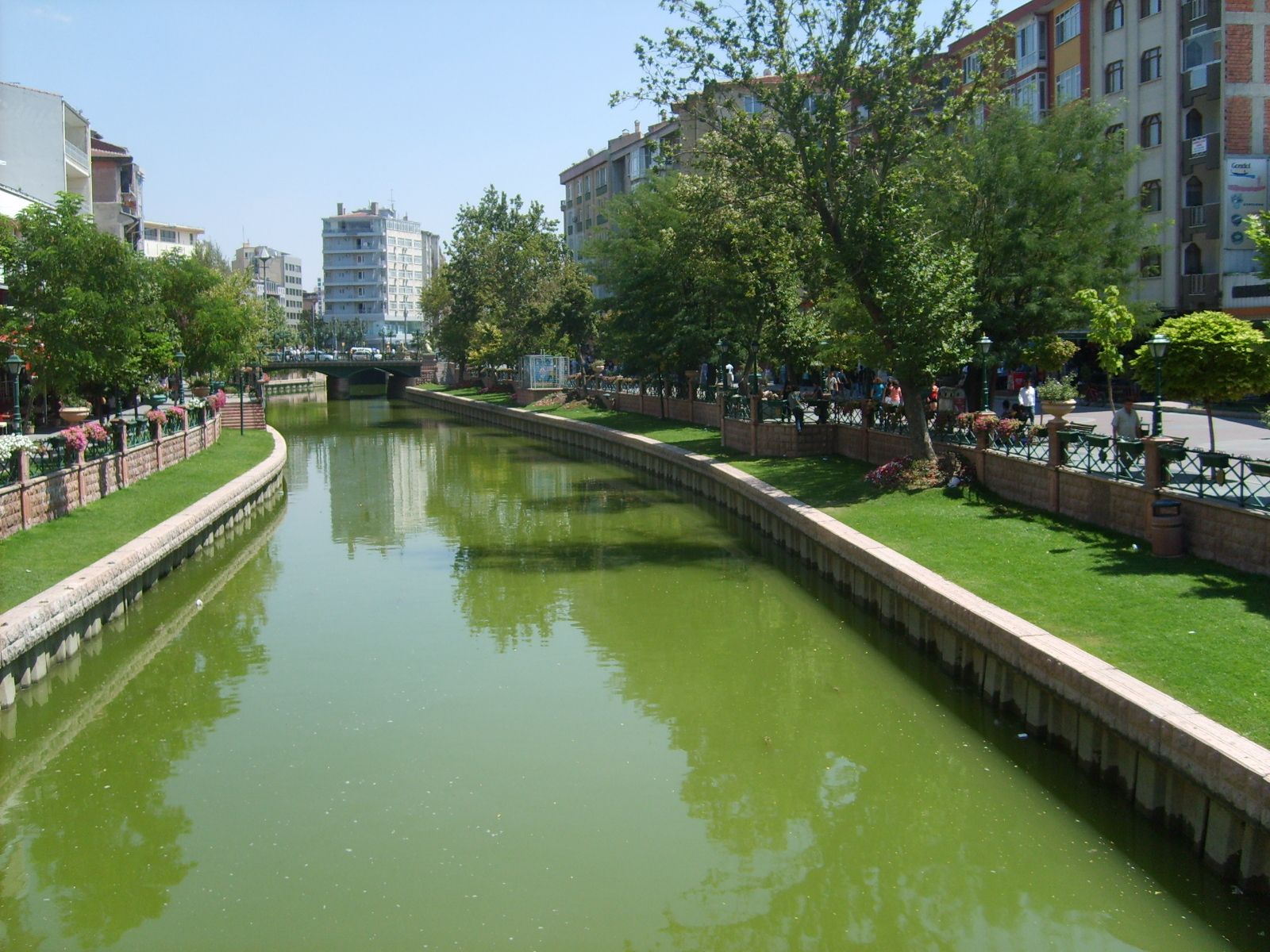
Порсук
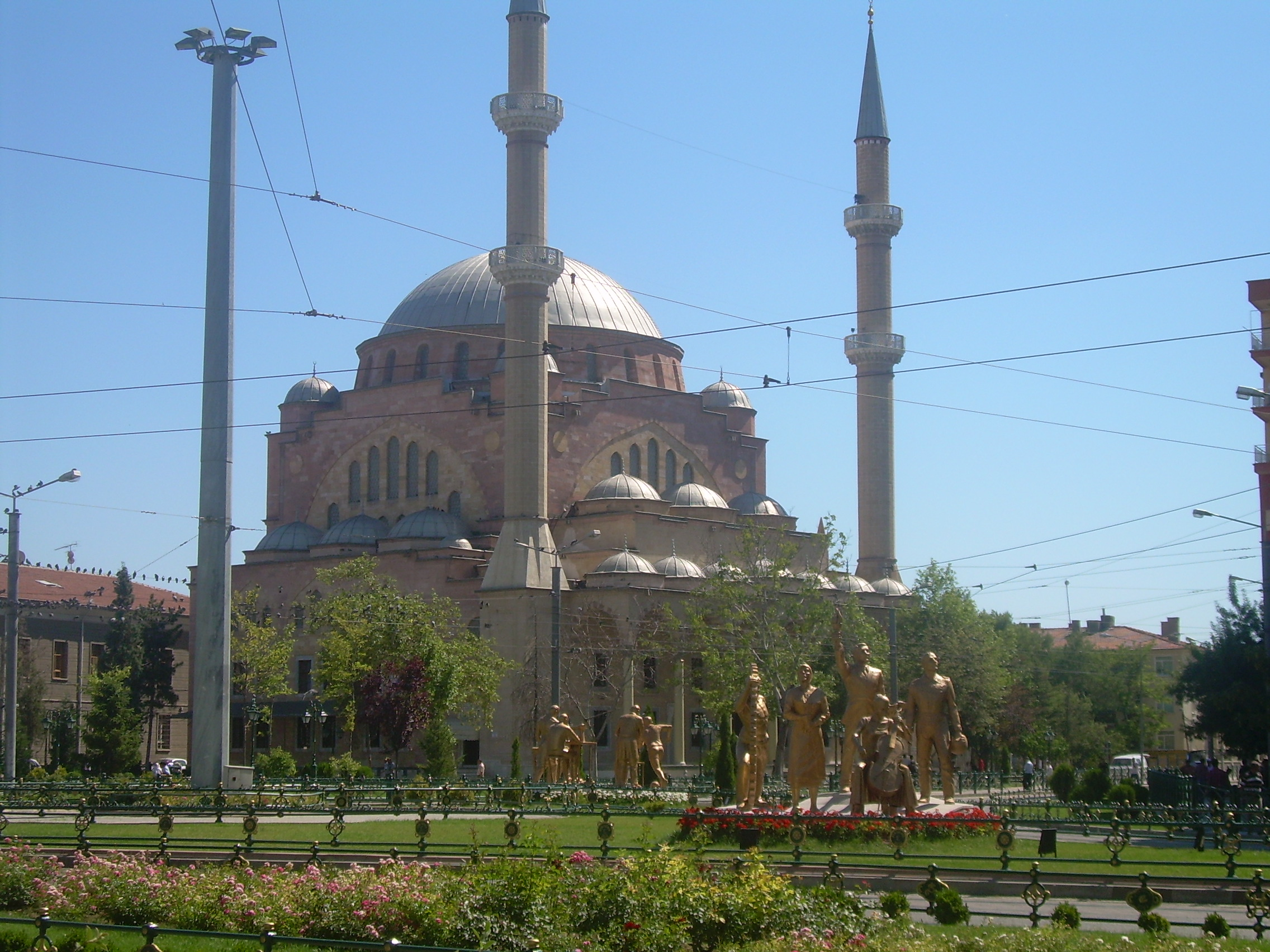
Центральная мечеть Эскишехир
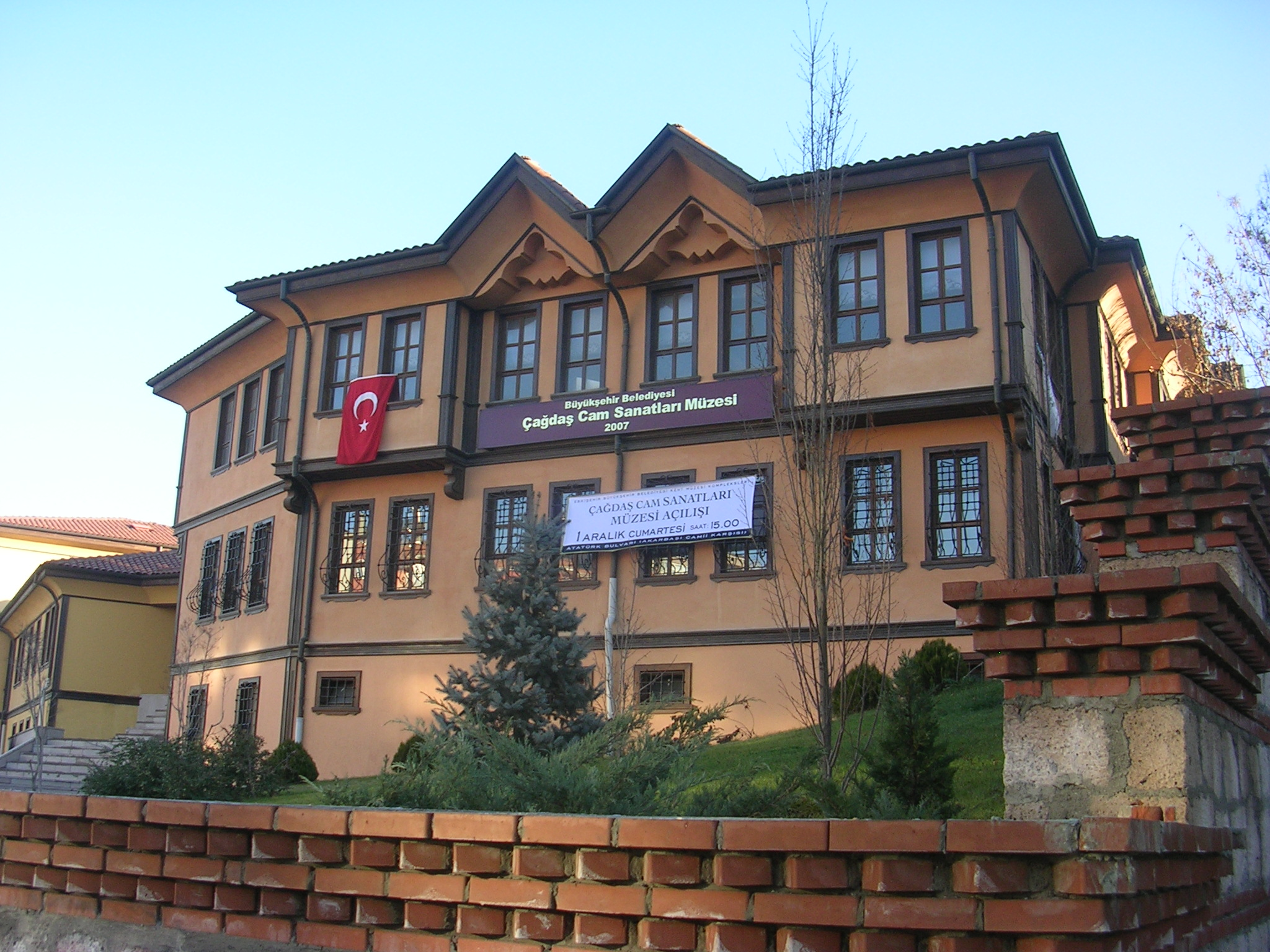
Музей искусства стекла
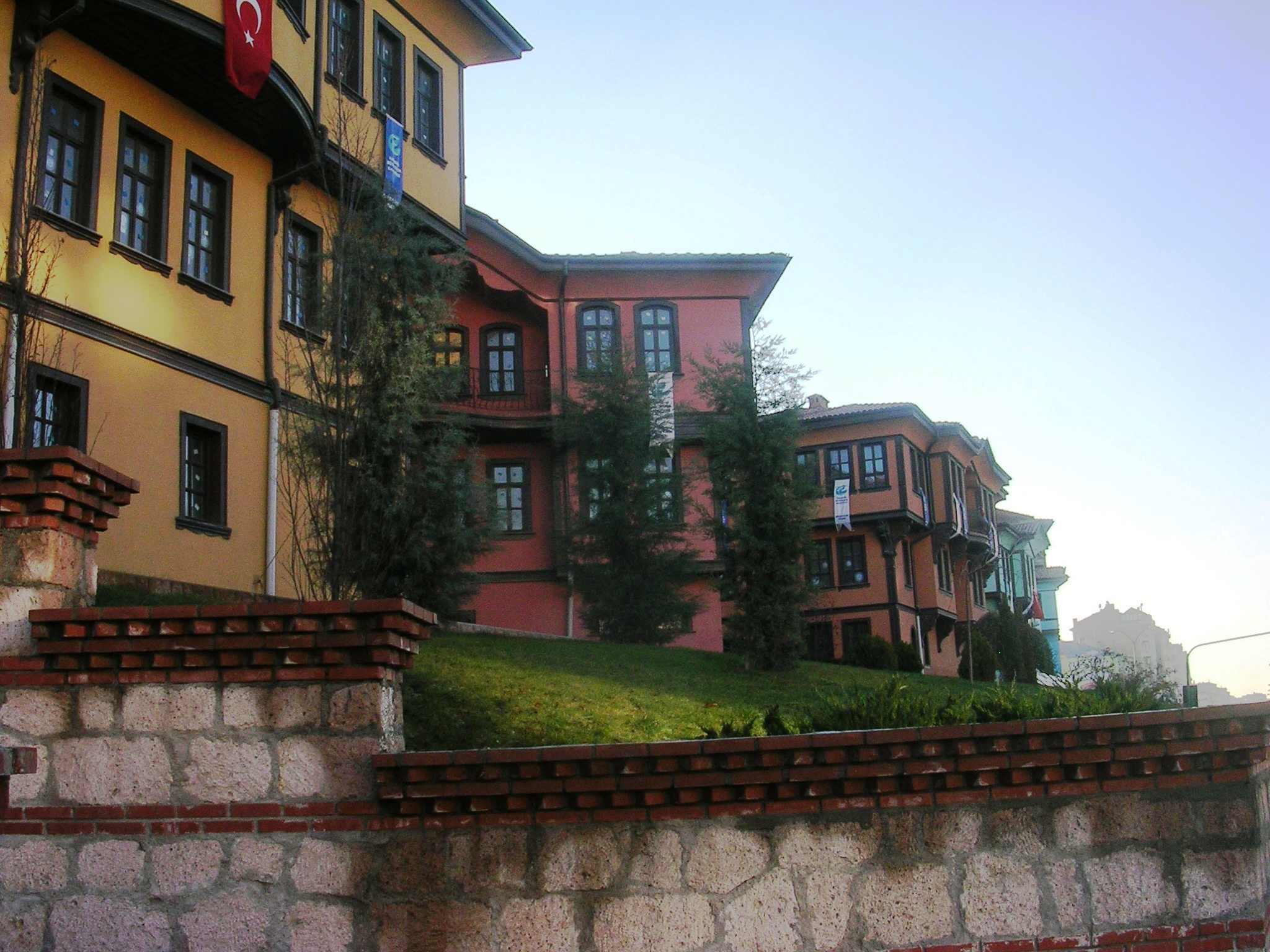
Дома в Эскишехире
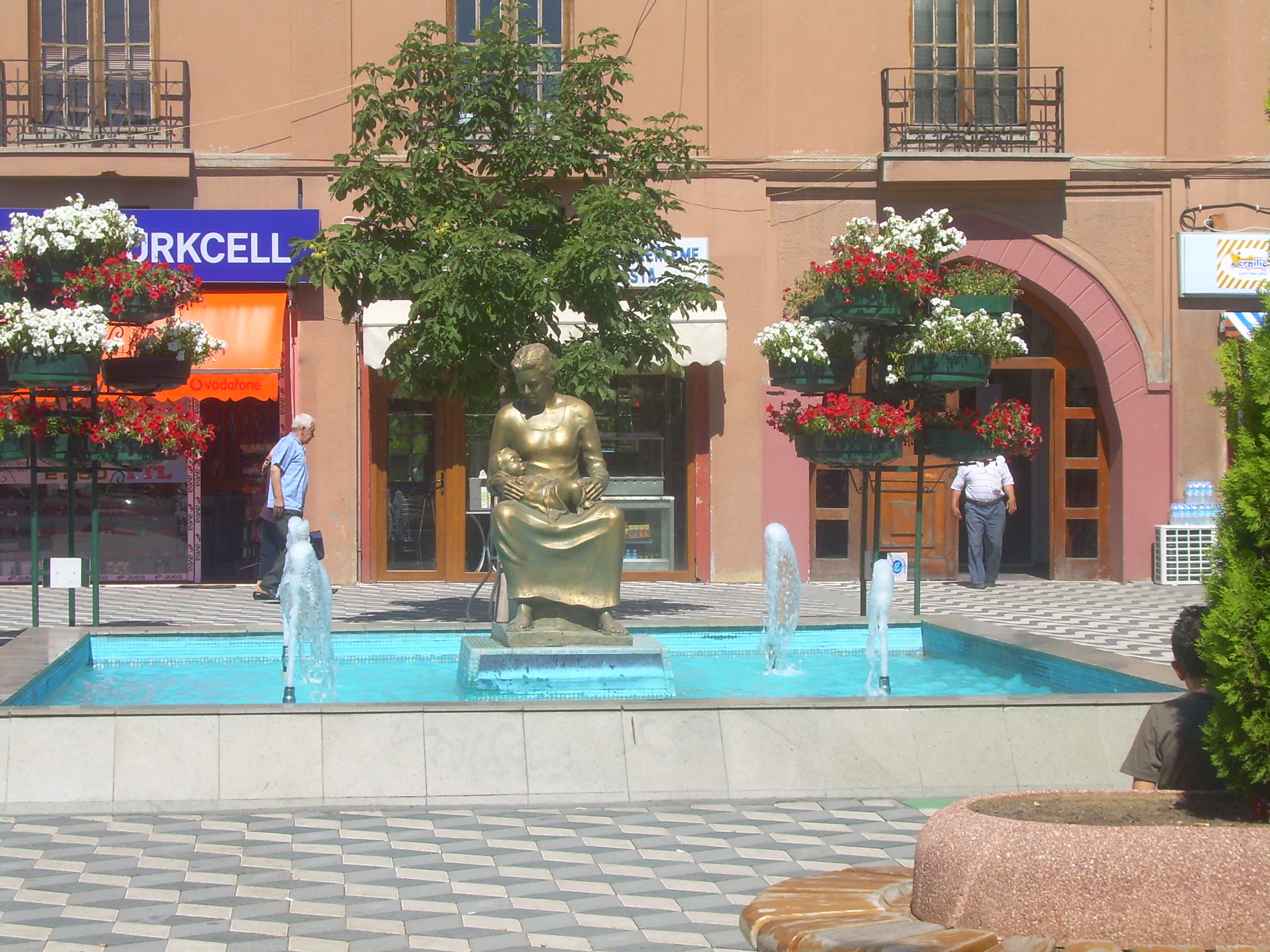
Скульптура хатун
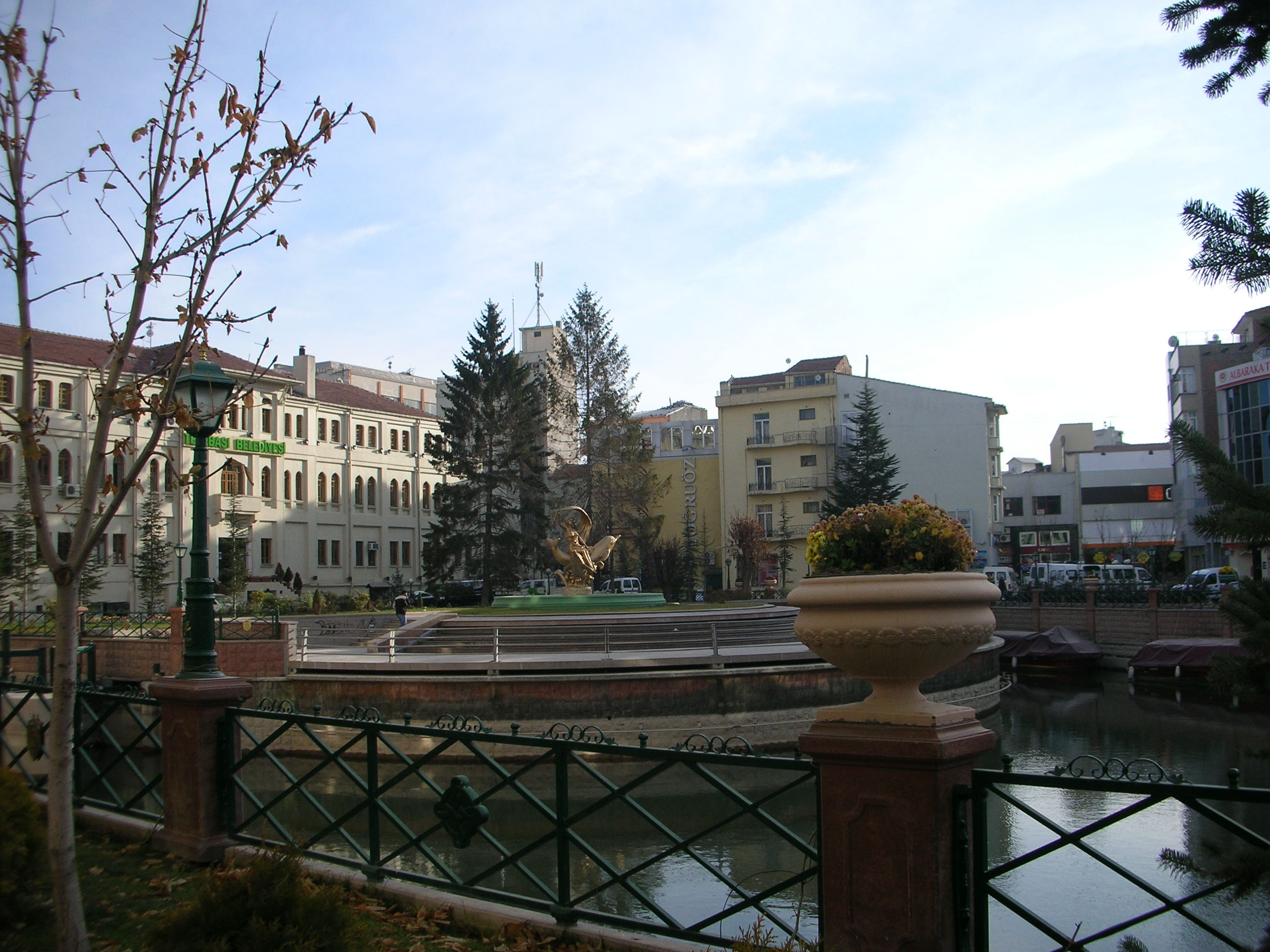
Вид на реку, которая проходит через Эскишехир